# West-Indische dollar
De West-Indische dollar was een munteenheid gebruikt in Brits West-Indië en later in de West-Indische Federatie. De munt werd aangenomen in 1935, oorspronkelijk aan de wisselkoers van 4,8 dollar voor een pond. Brits Guiana en Trinidad en Tobago trokken zich in 1962 terug uit de muntunie. In 1965 werd de munt vervangen door de Oost-Caribische dollar.
Landen die de West-Indische dollar gebruikten.
- Anguilla
- Antigua en Barbuda
- Dominica
- Grenada
- Guyana
- Montserrat
- Saint Kitts en Nevis
- Saint Lucia
- Saint Vincent en de Grenadines
- Trinidad en Tobago